# میچنا
میچنا (به لاتین: Miedźna) یک روستا در لهستان است که در گمینا میچنا واقع شده‌است. میچنا ۱٬۵۷۶ نفر جمعیت دارد.